# Kaliumpersulfat
Kaliumpersulfat är ett salt av kalium och persvavelsyra med formeln K2S2O8.

## Egenskaper
Vid temperaturer över ca 70 °C eller vid exponering för ultraviolett strålning sönderfaller persulfatjonerna till sulfat-radikaler. Denna egenskap gör kaliumpersulfat till ett starkare oxidationsmedel än till exempel fluor och ozon.

## Framställning
Teknisk kaliumpersulfat framställs genom elektrolys av en lösning med kaliumsulfat (K2SO4) och kaliumbisulfat (KHSO4). Sulfatjoner oxideras till persulfatjoner vid anoden samtidigt som oxoniumjoner reduceras till vätgas och vatten vid katoden.
| Anod:  | {\displaystyle {\rm {2\ SO_{4}^{2-}\rightarrow S_{2}O_{8}^{2-}+2\ e^{-}}}} |
| Katod: | {\displaystyle {\rm {2\ H_{3}O^{+}+2\ e^{-}\rightarrow H_{2}+2\ H_{2}O}}}  |

## Användning
Kaliumpersulfat används som oxidationsmedel, blekmedel och desinfektionsmedel. Det används också för att initiera polymerisation och för att bryta ner cellulosa vid tillverkning av pappersmassa.